# Карлштадт, Лизль
Лизль Ка́рлштадт (нем. Liesl Karlstadt, настоящее имя Элизабет Веллано (нем. Elisabeth Wellano); 12 декабря 1892, Мюнхен — 27 июля 1960, Гармиш) — немецкая актриса

 театра и кино, артистка кабаре. Её комический дуэт с Карлом Валентином считается одним из наиболее известных в Германии XX века.

## Биография
Элизабет Веллано родилась пятой из девяти детей пекаря итальянского происхождения. Работала продавщицей в торговом доме Германа Тица Hertie, но благодаря своему музыкальному таланту и умению играть на нескольких музыкальных инструментах вскоре начала выступать в мюнхенских театрах и кабаре. В 1911 году выступала в составе женского трио и познакомилась с Карлом Валентином, который разглядел в китчевых текстах её песен комический талант и пригласил работать вместе. Свой сценический псевдоним она придумала вместе с Валентином по аналогии с известным в то время певцом-юмористом Карлом Максштадтом, кумиром Валентина в то время. За 25 лет совместной сценической деятельности Карлштадт и Валентина появилось почти 400 скетчей и комедийных представлений. Пик их славы пришёлся на период Веймарской республики. Кинодебют комического дуэта состоялся в фильме «Мистерии одной парикмахерской», снятого Эрихом Энгелем и Бертольтом Брехтом. Лучшим в фильмографии дуэта считается экранизация оперы «Проданная невеста» (1932) Макса Офюльса.
Кризис в творческой деятельности Лизль Карлштадт наступил в 1934 году после того, как Карл Валентин обанкротился, вложив все свои средства в сомнительный музейный проект «Паноптикум», и стал выступать с новой партнёршей Аннемарией Фишер. 6 апреля 1935 года Лизль Карлштадт, испытывавшая глубокие чувства к женатому Валентину, совершила попытку самоубийства, прыгнув в Изар. После долгого лечения Карлштадт в течение нескольких лет вела уединённую жизнь в Эрвальде, работала в подразделении горных охотников, ухаживала за вьючными мулами, получила звание ефрейтора вермахта.
По окончании войны Лизль Карлштадт вновь встретилась с Карлом Валентином в единственном выступлении в январе 1948 года. Позднее Лизль Карлштадт играла серьёзные роли в мюнхенских камерном театре и Резиденцтеатре, снималась в развлекательных фильмах, работала на радио, снималась в рекламных роликах. Лизль Карлштадт умерла от внутричерепного кровоизлияния и была похоронена на Богенхаузенском кладбище. На Виктуалиенмаркте в Мюнхене установлен фонтан Лизль Карлштадт. Творчеству комического дуэта посвящена экспозиция мюнхенского Музея Валентина и Карлштадт.

## Фильмография

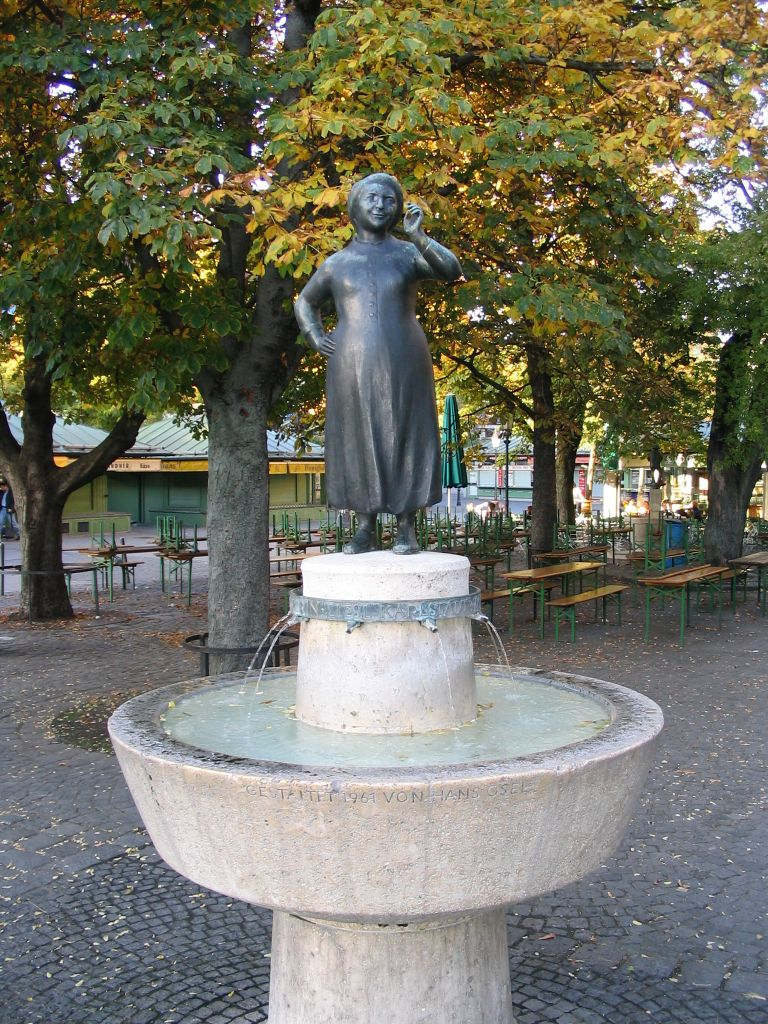
Фонтан Лизль Карлштадт на Виктуалиенмаркте в Мюнхене

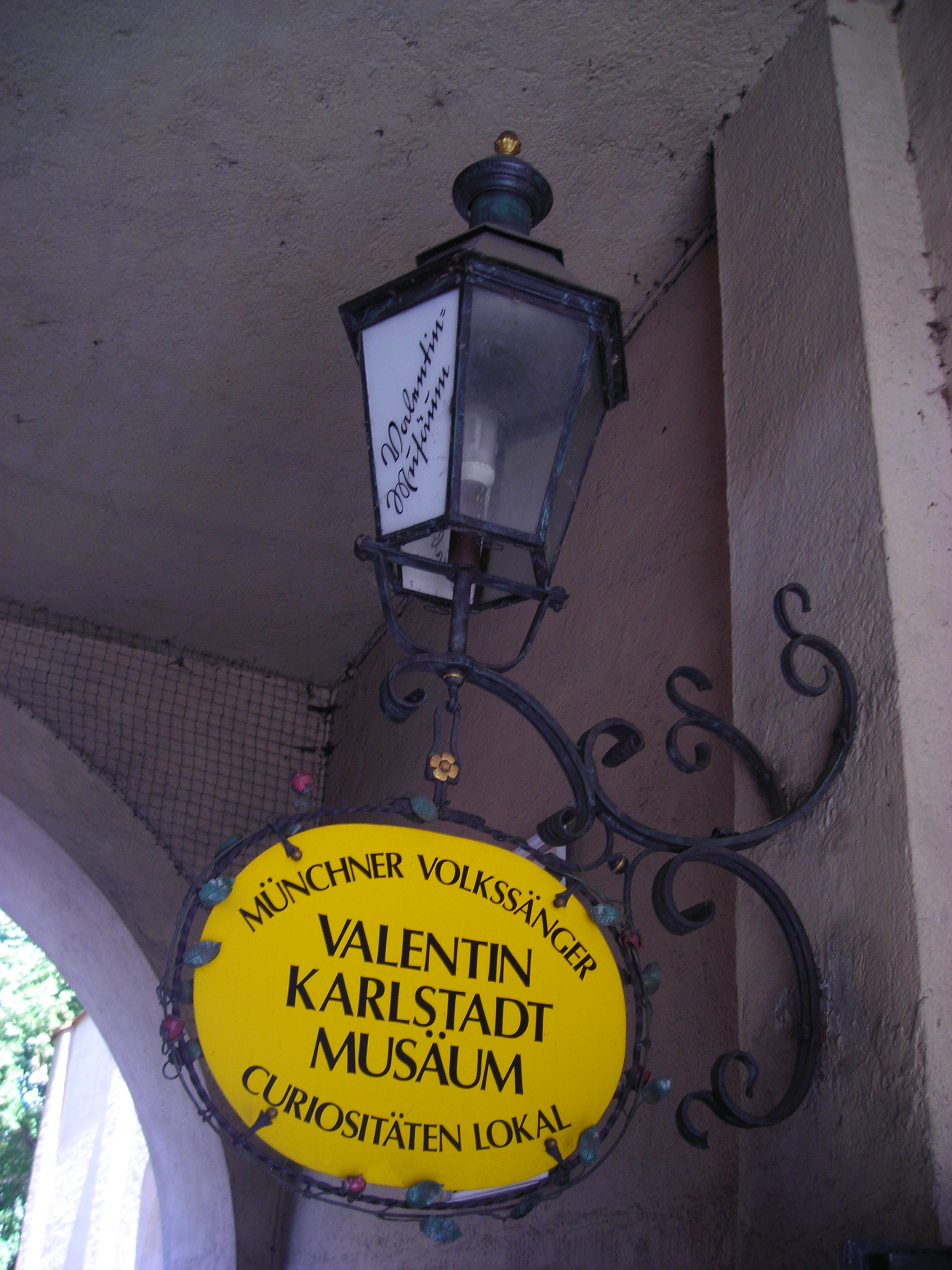
Музей Валентина и Карлштадт в Мюнхене

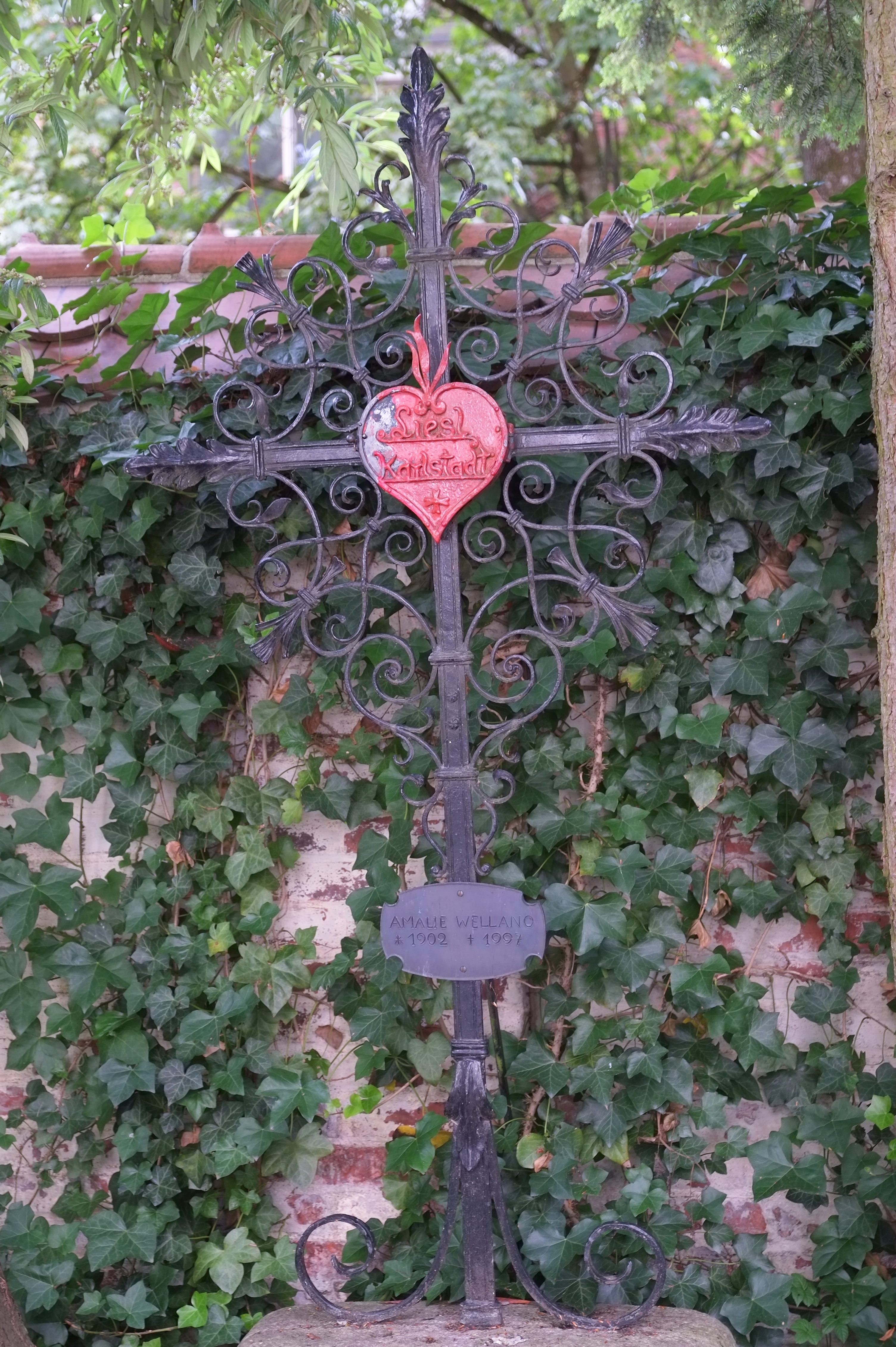
Могила Лизль Карлштадт на Богенхаузенском кладбище в Мюнхене

- 1922: Мистерии одной парикмахерской / Mysterien eines Frisiersalons
- 1929: Der Sonderling
- 1932: Проданная невеста / Die verkaufte Braut
- 1935: Kirschen in Nachbars Garten
- 1936: Donner, Blitz und Sonnenschein
- 1936: Die Erbschaft
- 1941: Alarmstufe V
- 1941: In der Apotheke
- 1941: Venus vor Gericht
- 1943: Man rede mir nicht von Liebe
- 1949: Um eine Nasenlänge
- 1950: Das doppelte Lottchen
- 1950: Die Nacht ohne Sünde
- 1951: In München steht ein Hofbräuhaus
- 1951: Die Dame in Schwarz
- 1952: Der Weibertausch
- 1953: Fanfaren der Ehe
- 1953: Solange Du da bist
- 1954: Die verschwundene Miniatur
- 1954: Фейерверк / Feuerwerk
- 1955: Königswalzer
- 1956: Die Trapp-Familie
- 1956: Salzburger Geschichten
- 1956: Nichts als Ärger mit der Liebe
- 1956: Dany, bitte schreiben Sie
- 1957: Heiraten verboten
- 1958: Wir Wunderkinder
- 1958: Meine 99 Bräute
- 1959: Liebe auf krummen Beinen
- 1959: Späte Entdeckung
- 1959: Das Taufessen
- 1960: Schick deine Frau nicht nach Italien